# Urban Solitude
Urban Solitude is het tweede album van Anouk uit 1999.

## Singles van dit album
- R U Kiddin' Me - NL #2
- The Dark - NL #8
- Michel - NL #3
- Don't - NL #13